# Beograđanka

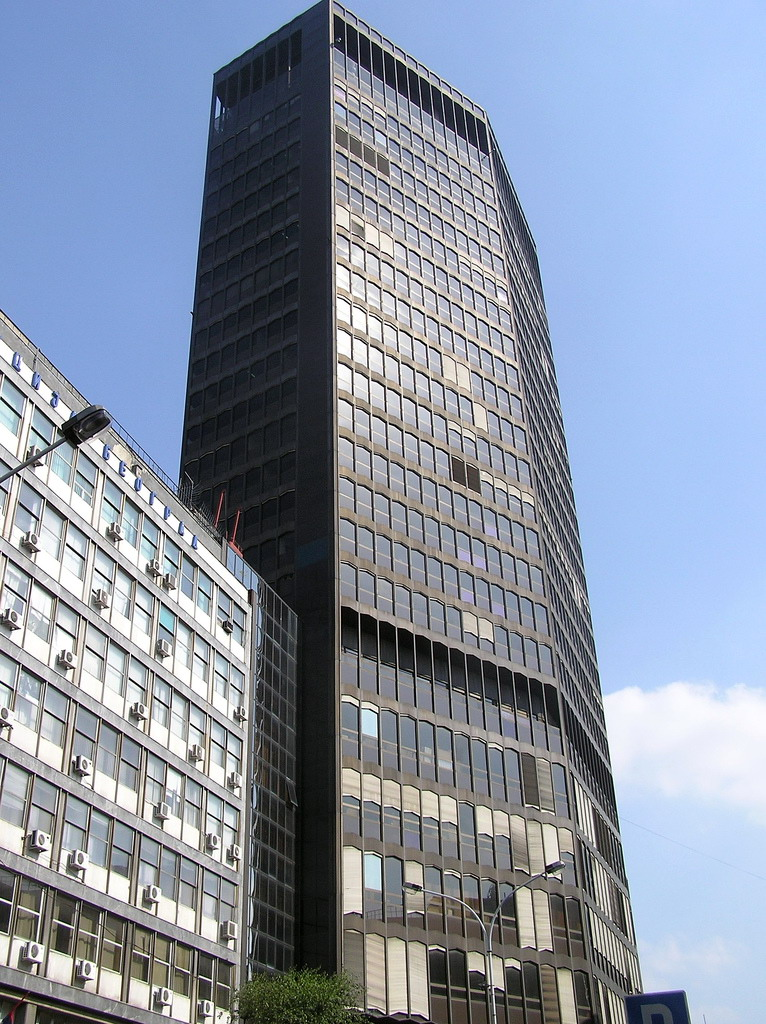
Vista del Beograđanka desde el exterior.

El Beograđanka (cirílico: Београђанка), oficialmente conocido como Palacio Belgrado (en serbio: Палата Београд o Palata Beograd) es un rascacielos del centro de Belgrado, la capital de Serbia, que cuenta 101 metros de altura. Durante mucho tiempo, el Beograđanka fue el edificio más alto de Belgrado, superado en 1980 por la torre Genex.

## Historia
La construcción del edificio se llevó a cabo entre 1969 y 1974 según el diseño del arquitecto Branko Pešić. El rascacielos se erigió en el corazón del casco antiguo, con miras a convertirse en el punto de referencia de la ciudad.
La planta más alta alberga un restaurante que permanece cerrado por motivos de seguridad desde la década de 1990. 

## Actualidad
En las primeras plantas funcionan los almacenes Beograd, mientras que las demás corresponden a las oficinas de Studio B (una emisoria municipal de radio y televisión) y el canal Košava TV, a la sede de IKEA en Serbia y a otros medios de comunicación de la ciudad. 

## Reformas
La ciudad de Belgrado prevé realizar una reforma del edificio que consistirá en la limpieza de la fachada, la reconstrucción de la entrada e incluso la reapertura del restaurante de la planta superior.